# Bahnstrecke Nong Pladuk Junction–Malai Maen
| Streckenlänge: | 77 km               |                                      |                                      |
| Spurweite: | 1000 mm (Meterspur) |                                      |                                      |
| |                     |                                      |                                      |
| \| \| \| Südbahn \| von Bangkok-Tonburi \| \| \| 64,19 \| Nong Pladuk \| Nong Pladuk \| \| \| \| Südbahn und Thailand-Burma-Eisenbahn \| \| \| \| 71,60 \| Yang Prasat \| Yang Prasat \| \| \| 80,50 \| Don Khun Wiset \| Don Khun Wiset \| \| \| 85,30 \| Kamphaeng Saen \| Kamphaeng Saen \| \| \| 87,87 \| Thung Bua \| Thung Bua \| \| \| 93,00 \| Nong Fak \| Nong Fak \| \| \| 96,47 \| Rongrian Kann Bin \| Rongrian Kann Bin \| \| \| 99,60 \| Thale Bok nach 1971 aufgegeben \| Thale Bok nach 1971 aufgegeben \| \| \| 104,97 \| Nong Wan Priang \| Nong Wan Priang \| \| \| 107,00 \| Saphang Khoen \| Saphang Khoen \| \| \| 113,30 \| Si Samran \| Si Samran \| \| \| 118,97 \| Don Sa-nguan \| Don Sa-nguan \| \| \| 122,31 \| Don Thong \| Don Thong \| \| \| 125,50 \| Nong Phakchi \| Nong Phakchi \| \| \| 131,35 \| Ban Makham Lom \| Ban Makham Lom \| \| \| 135,35 \| Sakae Yang Mu \| Sakae Yang Mu \| \| \| 141,60 \| Suphan Buri \| Suphan Buri \| \| \| 143,10 \| Malai Maen \| Malai Maen \| |                     |                                      |                                      |
| Strecke |                     | Südbahn                              | von Bangkok-Tonburi                  |
| Bahnhof | 64,19               | Nong Pladuk                          | Nong Pladuk                          |
| Abzweig geradeaus und nach links |                     | Südbahn und Thailand-Burma-Eisenbahn | Südbahn und Thailand-Burma-Eisenbahn |
| Bahnhof | 71,60               | Yang Prasat                          | Yang Prasat                          |
| Bahnhof | 80,50               | Don Khun Wiset                       | Don Khun Wiset                       |
| Bahnhof | 85,30               | Kamphaeng Saen                       | Kamphaeng Saen                       |
| Bahnhof | 87,87               | Thung Bua                            | Thung Bua                            |
| Bahnhof | 93,00               | Nong Fak                             | Nong Fak                             |
| Bahnhof | 96,47               | Rongrian Kann Bin                    | Rongrian Kann Bin                    |
| ehemaliger Bahnhof | 99,60               | Thale Bok nach 1971 aufgegeben       | Thale Bok nach 1971 aufgegeben       |
| Bahnhof | 104,97              | Nong Wan Priang                      | Nong Wan Priang                      |
| ehemaliger Bahnhof | 107,00              | Saphang Khoen                        | Saphang Khoen                        |
| Bahnhof | 113,30              | Si Samran                            | Si Samran                            |
| Bahnhof | 118,97              | Don Sa-nguan                         | Don Sa-nguan                         |
| Bahnhof | 122,31              | Don Thong                            | Don Thong                            |
| Bahnhof | 125,50              | Nong Phakchi                         | Nong Phakchi                         |
| Bahnhof | 131,35              | Ban Makham Lom                       | Ban Makham Lom                       |
| Bahnhof | 135,35              | Sakae Yang Mu                        | Sakae Yang Mu                        |
| Bahnhof | 141,60              | Suphan Buri                          | Suphan Buri                          |
| Kopfbahnhof Streckenende | 143,10              | Malai Maen                           | Malai Maen                           |

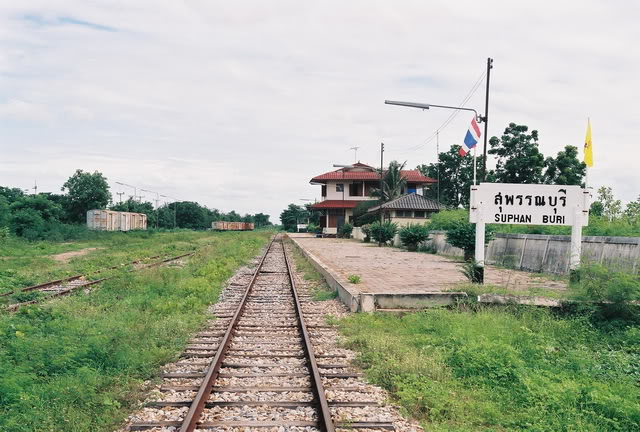
Bahnhof Suphan Buri auf der Bahnstrecke Nong Pladuk Junction–Malai Maen

Die Bahnstrecke Nong Pladuk Junction–Malai Maen ist das Fragment einer geplanten Bahnstrecke in Thailand, die vorsah, die Südbahn und die Nordbahn unter Umgehung von Bangkok direkt zu verbinden. Sie wird von der Thailändischen Staatsbahn betrieben. Ihre Kilometrierung erfolgt von Bangkok Thonburi aus.

## Geschichte
Der Bau begann 1954 von Süden, wurde aber 1957 eingestellt, als die Strecke bis Si Samran bereits weitestgehend fertiggestellt war. 1961/1962 wurde weiter gebaut und Malai Maen unmittelbar hinter Suphan Buri erreicht. Hier blieb der Bau wegen fehlender Finanzen erneut – und bis heute: endgültig – stecken.
Mit Suphan Buri war allerdings eine Stadt einer Größe erreicht, die einen sinnvollen Betrieb zuließ. Auf dem kleinen Streckenstück Suphan Buri–Malai Maen (1,5 km) fand dagegen nie fahrplanmäßiger Betrieb statt. Nach anderen Informationen gibt es dort einen Pendelbetrieb, der einen Anschluss an den einen pro Tag nach Bangkok verkehrenden Zug ermöglicht.
Der Weiterbau der Strecke wurde offiziell nie aufgegeben, wird aber nicht betrieben.